# Carlo Della Casa
Carlo Della Casa (Torino, 15 maggio 1925 – Torino, 8 marzo 2014) è stato un indologo e storico delle religioni italiano.

## Biografia
Studioso di lingua e letteratura  sanscrita nonché di religioni e filosofie dell'India, esaminò in modo particolare il pensiero delle Upaniṣad e il Giainismo. In qualità di professore ordinario, insegnò presso l'Università degli Studi di Palermo e l'Università degli Studi di Milano, dove fu anche, per oltre vent'anni, Direttore dell'Istituto di Glottologia e Lingue Orientali. Fu Presidente onorario dell'Associazione Italiana di Studi Sanscriti (AISS). 
È padre del critico cinematografico Steve Della Casa.

## Opere[1]
- Helmuth von Glasenapp. Le religioni dell'India. Traduzione di Carlo Della Casa. Torino, Società Editrice Internazionale, 1963
- Carlo Della Casa. Tradizione indiana e influssi occidentali nella figura di Mohandas Karamchand Gandhi. Trapani, Grafiche G. Corrao, 1966
- Carlo Della Casa. Upaniṣad. Torino, Unione Tipografico-Editrice Torinese, 1976. ISBN 88-02-02305-0
- Carlo Della Casa. Corso di storia delle religioni: a. a. 1982-83. Milano, UNICOPLI, 1983. ISBN 88-7061-036-5
- Carlo Della Casa. Corso di storia delle religioni: a. a. 1983-84. Milano, UNICOPLI, 1984. ISBN 88-7061-486-7
- Carlo Della Casa, Pier Angelo Carozzi. L'aldilà nella fede dei popoli. Università degli studi di Milano, Facoltà di lettere e filosofia, corso di storia delle religioni, 1984-1985. Milano, UNICOPLI, 1985. ISBN 88-7061-498-0
- Carlo Della Casa. Il giainismo. Torino, Bollati Boringhieri, 1993. ISBN 88-339-0721-X
- Carlo Della Casa. Upaniṣad vediche. Milano, TEA, 2000. ISBN 88-781-8810-7
- Carlo Della Casa. Corso di sanscrito: grammatica, esercizi, brani scelti, vocabolario. Milano, UNICOPLI, 2007. ISBN 88-7090-409-1
- Carlo Della Casa, Stefano Piano, Mario Piantelli. Hinduismo. Roma, GLF Editori Laterza, 2007. ISBN 9788842083641